# Phoroncidia levii
Phoroncidia levii är en spindelart som beskrevs av Pater Chrysanthus 1963. Phoroncidia levii ingår i släktet Phoroncidia och familjen klotspindlar. Inga underarter finns listade i Catalogue of Life.